# Serixia histrio
Serixia histrio là một loài bọ cánh cứng trong họ Cerambycidae.